# Prison Break Anthem
Prison Break Anthem – singel belgijskiego piosenkarza Kaye'a Stylesa wydany w 2006 roku promujacy jego studyjny album Main Event. Na terenie Belgii piosenka została wykorzystana w promocji amerykańskiego serialu Skazany na śmierć.

## Lista utworów
- CD singel[1]

1. „Prison Break Anthem” (Plankton Maffia Radio Version) – 3:07
2. „Prison Break Anthem” (Original Version) – 3:27

- Płyta gramofonowa (EP)[2]

A1. „Prison Break Anthem” (Plankton Maffia Radio Version) – 3:08
A2. „Prison Break Anthem” (Original version) 	3:30
A3. „Don't Cry” (AP Smooth Mix) – 3:02
B1. „I Love to Party” (What's Another Year, Frank J Mix) – 3:08
B2. „Don't Cry” (Housetrap Radio Rmx) – 3:49
B3. „I Love to Party” (What's Another Year, Housetrap Rmx) – 4:37
- CD singel[3]

1. „Prison Break Anthem” (Plankton Maffia Radio Version) – 3:07
2. „Prison Break Anthem” (Original Version) – 3:27

Video. „Prison Break Anthem”

## Notowania na listach przebojów
| Kraj/Region       | Lista (2006/2007) | Najwyższa pozycja |
| ----------------- | ----------------- | ----------------- |
| Belgia (Flandria) | Ultratop 50       | 3                 |